# معهد ماكس بلانك لبحوث النظام الشمسي
معهد ماكس بلانك لأبحاث النظام الشمسي (MPS) هو منشأة بحثية لعلم الفلك والفيزياء الفلكية. وهي جزء من جمعية ماكس بلانك ومقرها في غوتنغن، حتى عام 2004 كان يسمى المعهد معهد ماكس بلانك لعلم الطيران. يعود تاريخه إلى مؤسستين سابقتين، هما معهد ماكس بلانك لفيزياء الستراتوسفير ومعهد أبحاث الغلاف الأيوني في جمعية ماكس بلانك.

## تاريخه
درس والتر ديمينغر، الذي كان يعمل في موقع اختبار القوات الجوية في رخلين على نهر موريتز منذ عام 1934  ، انتشار الموجات الكهرومغناطيسية في الغلاف الجوي في المجموعة الخاصة بالراديو. تم إنشاء مرصد الأيونوسفير لأول مرة في Rechlin ، ثم من عام 1940 في Tromsø و Kjeller وMeudon وSyracuse وNikolayev . قامت المحطات بقياسات مستمرة باستخدام الأيونوبروبس وقامت بمشاهدات أيضًا على التقلبات في المجال المغناطيسي للأرض. قدم الموظفون شركة استخبارات جوية خاصة بهم، وكان رئيسها والتر غروتريان حتى نهاية عام 1944. تم استخدام بيانات القياس من المحطات بواسطة خدمة التنبؤ والإنذار الراديوية من عام 1940 فصاعدًا. في عام 1942، تم دمج جميع الخدمات في مكتب مركزي لتقديم المشورة عبر الراديو تحت إشراف «ديمينغر»؛ ومنذ عام 1943 كان المقر الرئيسي في Leobersdorf في النمسا. تم دمج المكتب المركزي الذي تم إجلاؤه إلى «ريد» في خريف عام 1944 مع معهد فراونهوفر التابع لمكتب الرايخ للأبحاث عالية التردد في فرايبورغ، حيث عمل ديمينغر أيضًا كمدير بالنيابة.
بعد انتهاء الحرب، تسبب الباحث البريطاني ويليام روي بيجوت في نقل قلب المنشأة إلى لينداو (هارتس) في منطقة الاحتلال البريطاني في أواخر صيف عام 1945، حيث أطلق عليها اسم معهد فراونهوفر لأبحاث التردد العالي في مارس 1946. تم الإخلاء من قبل سلاح الجو الملكي البريطاني بقيادة قائد الجناح إريك أكرمان. شارك قسم الاستخبارات الإلكترونية التابع له في استطلاع حركة الاتصالات اللاسلكية الروسية وكان في حاجة ماسة إلى تنبؤات انتشار الراديو من المكتب المركزي للاستشارات الإذاعية . لم تسمح سلطات الاحتلال البريطاني في البداية بالبحث، وأنتج المعهد معدات للبيع.
في أبريل 1947، تم وضع المعهد تحت إدارة جمعية القيصر فيلهلم باسم معهد فراونهوفر للراديو في جمعية القيصر فيلهلم وتم السماح بإجراء البحوث مرة أخرى. في عام 1948 انتقلت الإدارة إلى جمعية ماكس بلانك. في يناير 1949، أعيدت تسميته بمعهد أبحاث الغلاف الأيوني في إدارة جمعية ماكس بلانك ، وفي أكتوبر 1951 تم دمج المعهد بالكامل في جمعية ماكس بلانك كمعهد لأبحاث الغلاف الأيوني في جمعية ماكس بلانك.
في ديسمبر 1937، قام إريك ريجنر، الذي أعفى من كرسيه في الفيزياء في الجامعة التقنية في شتوتغارت من قبل الاشتراكيين الوطنيين، بتأسيس مركز أبحاث خاص لفيزياء الستراتوسفير في فريدريشهافين، ولكن كان عليه أن يدمجه في جمعية القيصر فيلهلم في وقت مبكر. في أبريل 1938. تم تمرير قرار القبول في مجلس الشيوخ لجمعية مركز أبحاث فيزياء طبقة الستراتوسفير في جمعية القيصر فيلهلم بأثر رجعي في 30. تم الاستيلاء عليها في مايو 1938. من بين أمور أخرى، طور مركز الأبحاث حمولة علمية لـ Aggregat 4 (A4) لأبحاث الارتفاعات العالية - المعروف أيضًا باسم «V2». في عام 1944، كان لا بد من نقل مركز الأبحاث إلى Weissenau (اليوم رافينسبورج) بسبب الحرب.
في عام 1949، استحوذت جمعية ماكس بلانك على مركز الأبحاث، الذي أصبح معهد ماكس بلانك لفيزياء الستراتوسفير في عام 1952. مع تعيين البروفيسور يوليوس بارتلز من غوتنغن كمدير جديد في عام 1955، انتقل المعهد إلى لينداو أم هارتس، حيث يوجد بالفعل معهد أبحاث الغلاف الأيوني .
في عام 1956، تم دمج المعهدين في معهد ماكس بلانك لفيزياء طبقة الستراتوسفير والأيونوسفير، حيث ظلوا مستقلين علميًا كمعاهد فرعية . في عام 1958، تم تغيير اسم المعهد إلى معهد ماكس بلانك لعلم الطيران (MPAe)، وأصبحت المعاهد الفرعية معهد فيزياء الغلاف الأيوني و معهد فيزياء الستراتوسفير . أصبح ديمينغر وبارتلز مديرين مشاركين. بعد تقاعد ديمينغر كآخر المديرين الأصليين تم دمج المعاهد الفرعية في عام 1975 وتم إنشاء هيكل إداري جديد.
تحول تركيز البحث لاحقًا بشكل متزايد إلى الغلاف الجوي والأيونوسفير والغلاف المغناطيسي للأجسام خارج كوكب الأرض، بما في ذلك الغلاف الجوي الشمسي والوسط بين الكواكب والإشعاع في جميع هذه المناطق. تزامنت مهمات المسبارات الفضائية Galileo وSOHO الناجحة للغاية خلال هذه الفترة. أدت التغييرات في سياق إعادة توحيد ألمانيا إنشاء معاهد ماكس بلانك الجديدة في الولايات الفيدرالية الجديدة إلى إغلاق المعاهد في الولايات الفيدرالية القديمة، والتي أثرت أيضًا في البداية على معهد علم الطيران. من بين أمور أخرى، كان التعاون الموعود بالفعل كجزء من مهمة روزيتا حجة ضد الإغلاق الكامل. في عام 1997، قررت جمعية ماكس بلانك التركيز على الفيزياء الشمسية والفيزياء الكوكبية لمعهد علم الطيران وإغلاق المعهد جزئيًا بتخفيض عدد المديرين من أربعة إلى اثنين من المديرين مع تقاعد قادم في عامي 2004 و 2007. في عام 2004، تم تغيير اسم معهد ماكس بلانك لعلم الطيران إلى معهد ماكس بلانك لأبحاث النظام الشمسي للتكيف مع المهام المتغيرة.

## البحوث

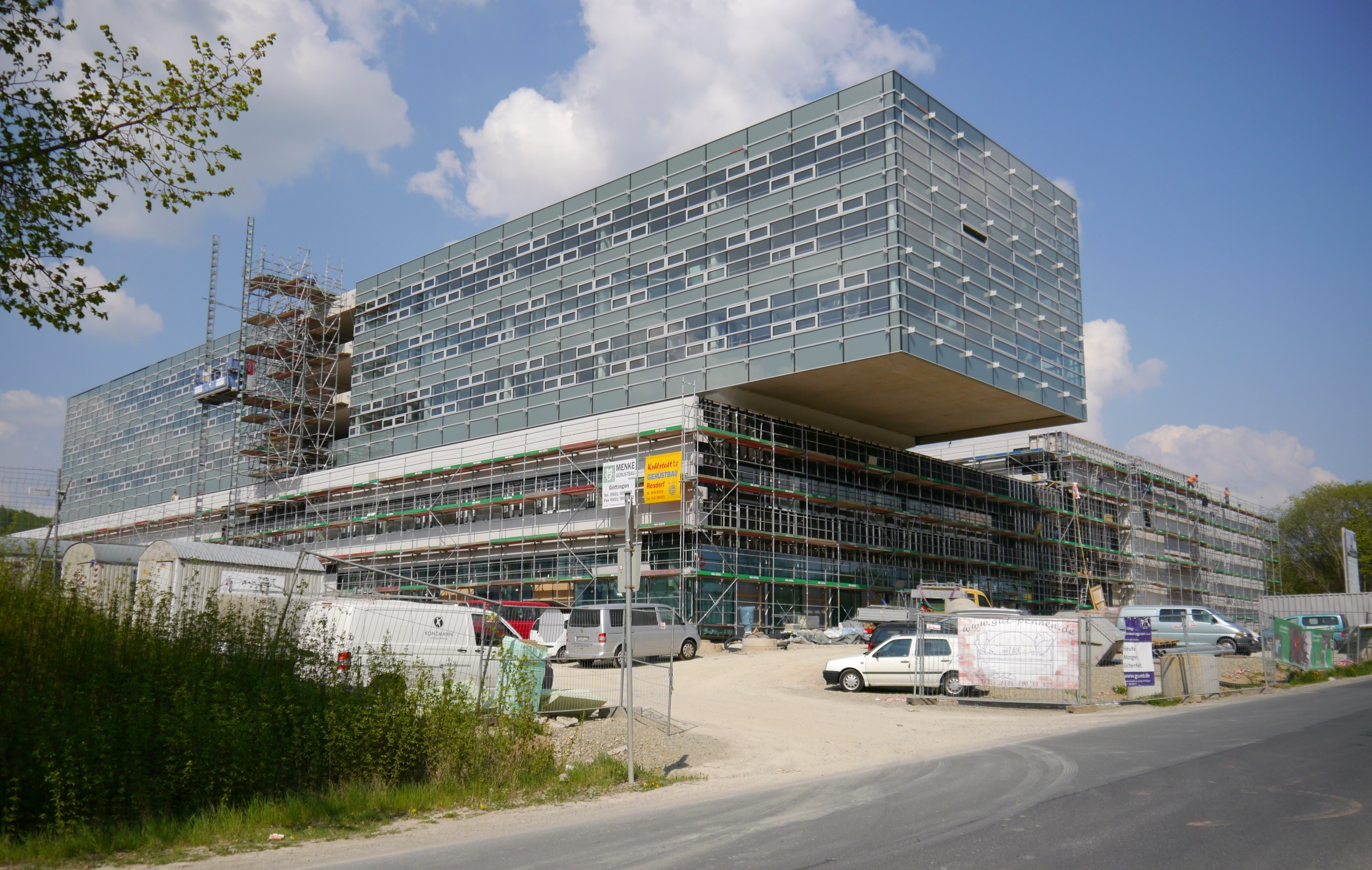
الموقع في جوتينجن.

ينقسم المعهد إلى ثلاثة أقسام، لكل منها تركيز بحثي مختلف. بالإضافة إلى الأنشطة البحثية، هناك مجال مهم آخر وهو تطوير وبناء أدوات للبعثات الفضائية. منذ عام 2002 توجد أيضًا مدرسة ماكس بلانك الدولية للأبحاث، وهي تقدم برنامج للحصول على الدكتوراه مدته ثلاث سنوات.

### الشمس والغلاف الشمسي
الموضوعات البحثية للقسم هي باطن الشمس، والغلاف الجوي للشمس والمجال المغناطيسي للشمس، والغلاف الشمسي والوسط بين الكواكب بالإضافة إلى الإشعاع والجسيمات عالية الطاقة من الشمس. يساهم القسم بشكل كبير في مهمة إيسا ESA Solar Orbiter. بالإضافة إلى العديد من المشاركات الأخرى في مهمات الفضاء، يوجه القسم مهمة البالون «سن رايز» Sunrise ، وهو مرصد محمول بالبالون يفحص الشمس من ارتفاع طيران يبلغ حوالي 35 كم.

### الكواكب والمذنبات
يدرس القسم الأجزاء الداخلية والأسطح والأغلفة الجوية والأيونوسفير والأغلفة المغناطيسية للكواكب وحلقاتها وأقمارها وكذلك المذنبات والكويكبات. تشمل المهمات الفضائية الرئيسية التي تساهم فيها الإدارة حاليًا أو ساهمت فيها بعثات «جويس» إلى نظام المشتري ، و BepiColombo إلى عطارد ، ومهمة انسايت إلى المريخ . المهمات الأخرى المهمة مع MPS هي Rosetta وإلى المذنب Churyumov-Gerasimenko و Dawn إلى حزام الكويكبات.

### قلب الشمس والنجوم
يقوم القسم بدراسة الهيكل الداخلي وديناميكيات الشمس والنجوم. للقيام بذلك، تستخدم طرق دراسة الشمس وزلازل النجوم. بهذه الطريقة، يمكن اختبار نظرية البنية النجمية والتطور وتطويرها بشكل أكبر، مما يؤدي إلى فهم المغناطيسية الشمسية والنجمية. يقوم القسم بتشغيل مركز البيانات الألماني لمهمة مرصد ديناميكيات الطاقة الشمسية التابع لوكالة [[ناسا ، ويقوم بالتحضير لإنشاء مركز بيانات لمهمة كوكب خارج المجموعة الشمسية PLATO التي تقوم بها وكالة الفضاء الأوروبية.

## المشاريع
المعهد يشترك في العديد من المشاريع العلمية الدولية. في البعثات الفضائية ، يشارك معهد ما كس بلانك لأبحاث النظام الشمسي  في تطوير الأدوات والأجهزة التي يدير بعضها المعهد ، وفي توفير الموارد لتحليل البيانات ، وفي العمل البحثي النظري.
البعثات الفضائية الحالية والمستقبلية هي:
- بيبيكولومبو
- عناقيد المجموعات
- ExoMars
- انسايت
- جويس
- مارس اكسبريس
- المدار الشمسي
- سوهو
- ستيريو
- SDO
- بلاتو
- شروق الشمس

تشمل مهام الفضاء المكتملة ما يلي:
- فينيكس
- كاسيني / هيغنز
- شاندرايان -1
- فَجر
- جاليليو
- ذيل جغرافي
- جيوتو
- هيرشل
- فينوس اكسبريس
- باثفايندر
- روزيت
- معمل الفضاء
- هيليوس
- يوليسيس
- صوفيا

## برنامج الدكتوراه
مدرسة ماكس بلانك الدولية لأبحاث علوم النظام الشمسي بجامعة غوتنغن هي برنامج دكتوراه في الفيزياء باللغة الإنجليزية. في علوم النظام الشمسي IMPRS ، تقدم MPS وجامعة Göttingen برنامج دراسات عليا منظم مدته ثلاث سنوات حيث يبحث حوالي 50 طالب دكتوراه باستمرار عن موضوعات تتعلق بفيزياء النظام الشمسي.

## المؤلفات
- معهد ماكس بلانك لعلم الطيران ، في: إيكارت هينينج، ماريون كاظمي: كتيب عن تاريخ معهد القيصر فيلهلم / جمعية ماكس بلانك لتقدم العلوم 1911-2011 - البيانات والمصادر ، برلين 2016، مجلدين، المجلد الأول: المعاهد ومراكز البحث AL (عبر الإنترنت، PDF 75 ميجابايت)، الصفحات 46-64، معهد ماكس بلانك لأبحاث النظام الشمسي ، المجلد 2: المعاهد ومراكز البحث MZ (عبر الإنترنت، PDF 75 ميجابايت) صفحات 1492-1499 (التسلسل الزمني لـ المعاهد).
- 60 Jahre Forschung in Lindau. ISBN:978-3-936586-65-7.

## اقرأ أيضا
- معهد ماكس بلانك لفيزياء البلازما
- معهد ماكس بلانك لعلم الفلك الراديوي

## وصلات خارجية
- موقع المعهد
- الصفحة الرئيسية لمدرسة النظام الشمسي IMPRS
- "60 Jahre Max-Planck-Institut für Sonnensystemforschung" (PDF). MaxPlanckForschung (بالألمانية) (1): 82–83. 2006. Archived from the original (pdf) on 2011-04-05.